# やしがにのウインク
『やしがにのウインク』は、2002年4月13日から同年9月28日までフジテレビ系列局で放送されていたフジテレビ製作のバラエティ番組。松下電器産業（現・パナソニック）の一社提供。放送時間は毎週土曜 23:30 - 翌0:00 （日本標準時）。

## 概要
日本国内のクリエーターたちが投稿した映像作品をランキング形式で紹介していた深夜番組で、放送作家やタレントも自ら制作したVTRを持ち込んでいた。司会を務めていたのは大木淳（後のビビる大木）と千野志麻（当時フジテレビアナウンサー）で、飯島直子と内村光良はゲストとともに審査員を務めていた。
エンディングには「やしがにR指定」という、番組本編で放送されなかったお蔵入りVTRを出演者だけで楽しむコーナーがあった。このコーナーでは映像だけは一応公開するものの、視聴者が普通に見られないように極めて小さなワイプで表示していた。
最終回は出演者無しの状態で行われ、それまでの内容を振り返る総集編VTRが流された。本番組の最終回をもって、『夢で逢えたら』以来長らくこの枠で続いていた松下電器産業（現・パナソニック）の一社提供が終了。次番組の『ayu ready?』でパナソニック筆頭の複数社提供になり、さらにその後の『僕らの音楽 Our Music』でソニーグループ各社の提供へと移行した。

## 出演者

### レギュラー
- 飯島直子
- 内村光良（ウッチャンナンチャン）
- 大木淳
- YOU - 放送第1回目で司会を担当。
- 千野志麻（当時フジテレビアナウンサー）

### ナレーター
- 秀島史香

## スタッフ
- 企画：吉田正樹[1]
- 監修：秋元康[1]
- 構成：安達元一、小川浩之、とちぼり元、須平敦宣、鈴木しげき、浅野吉朗、なかじまはじめ、酒井健作、田中到
- プロデューサー：松村匠、小松純也[1]
- 演出：遠藤達也、加藤雅之、野澤尚弘、田口ゆたか、奥村達也[1]
- 技術協力：八峯テレビ、FLT、TDKコア
- 制作協力：IVSテレビ制作
- 制作：フジテレビ制作センター（現・バラエティ制作センター）[1]

## 放送した主な映像作品
すごいぞ秩父鉄道
秩父鉄道の熊谷発三峰口行きの電車内で、通常とは違う変わった車内アナウンスを流してみるというもの。滝口順平による『ぶらり途中下車の旅』風のアナウンス、垂木勉による『ガチンコ!』風のアナウンス、広川太一郎の独特の言い回しによるアナウンスの、計3種類のアナウンスが放送された。
走ってすぐ寝るシリーズ
グラビアアイドルに全力疾走をさせ、ゴールしたら即座に布団に寝転んでもらう。
30秒でわかる母を訪ねて三千里
世界名作劇場のアニメ『母を訪ねて三千里』のストーリーをたった30秒で解説するという作品。ストーリー解説がものすごく早口で、主人公が辿った経路などについては世界地図の上に矢印だけを出して説明するという徹底した省略ぶりだった。後に続編の「30秒でわかるあしたのジョー」も実施した。
卒業写真
松任谷由実が荒井由実時代に歌った「卒業写真」をBGMに、卒業写真の心霊写真を映し出してゆくという作品。

## エピソード
当時、ナレーターの秀島とともに『GROOVE LINE』（J-WAVE）のナビゲーターを務めていたピストン西沢も作品を投稿していた。